# Cooperconcha bunyerooana
Cooperconcha bunyerooana är en snäckart som beskrevs av Alan Solem 1992. Cooperconcha bunyerooana ingår i släktet Cooperconcha och familjen Camaenidae. Inga underarter finns listade i Catalogue of Life.